# 4軍くん（仮）
『4軍くん（仮）』（よんぐんくんかっこかり）は、原作：森高夕次、漫画：末広光による日本の漫画作品。『ヤングジャンプ』（集英社）にて、 2022年36・37合併号から連載中。立教大学をモデルとした池袋大学を舞台に、大学野球の4軍を描いたストーリー。
2023年1月に単行本第1巻の発売を記念したPVを公開。単行本の帯に遠藤達哉が推薦のコメントを寄せている。

## あらすじ
都立入谷高校を東東京大会ベスト4に導き“都立の星”と評された荻島航平は、次の舞台を大学野球の花の“都心6大学リーグ”での活躍を目指す。猛勉強の末、池袋大学に入学した荻島だったが、野球部での練習初日に4軍行きを命じられてしまう。下剋上を目指す、青春の大学野球が始まった。

## 登場人物

### 池袋大学
東京都の私立大学。野球部は六大学リーグに所属している。大学のキャンパスは池袋にあるが、野球部のグラウンドと寮は埼玉の新座にある。モデルは立教大学。
毎年特待生を5人取っており、全員関西出身。

#### 四軍
荻島 航平（おぎしま こうへい）
1年生。本作の主人公。捕手。右投右打。
東京、都立入谷高校(東東京大会ベスト4)出身。江戸川区平井在住。
高校時代は都立の星と呼ばれ、結構顔が知られている。初体験をした三田大に進学した彼女がいたが4軍になってからは別れた。
基本的には上級生に丁寧だが試合になれば調子に乗りやすい所がある。上昇志向があり4軍でも上に行こうとする向上心がある。
古典文学が好きで、好きな漫画は小池一夫の子連れ狼、好きな小説家は池波正太郎。
捕手としてはかなりの強肩。打撃も乗れば実力以上の結果を出せる。
須之内（すのうち）
1年生。遊撃手、二塁手。
東京都、梅丘工業高校(西東京大会ベスト32)出身。一浪。世田谷区喜多見在住。
荻島とよく交流している。本職はショートでその守備の良さからスナップスローの貴公子と呼ばれた。
神田（かんだ）
2年生。一塁手。
秋田、秋田五城高校（秋田大会準優勝）出身。
とっくにレギュラー入りを諦めており、大学は就職のために野球を行っており、大企業の名刺集めや学生向けのコンサルも行っている。
実は中学までは体操部で器械体操全部が得意で自分の運動神経に自信を持っていたが、中学で体が大きくなって大会で点を残せなくなったため、同級生の一言で高校から野球を始めた。
そのため守備では体の柔らかさや跳躍力を見せる。
荒川（あらかわ）
2年生。投手。左投。
長野、つくしの高校（甲子園1回戦敗退）出身。
さわやかな印象でで女子との合コンが趣味。合コンでは筋肉をアピールしている。
後輩にも優しいが高校時代はかなり上下関係に厳しく、後輩から恐れられていた。
球速はあるが実戦ではメンタルが弱く実力を出せない。荻島のアドバイスでサンマーメンと投球時に声を出すことで克服した。
柴山（しばやま）
2年生。三塁手。
北海道、北海帯広高校（地方大会敗退）出身。二浪。黒髪。
三軍だったが合コンで女子との酔った絡みを玉川にばれ、柴山とともに四軍に落とされる。
ボーイズリーグで見た当時のOBの池袋大学のユニフォームに憧れて二浪しつつも進学。
高校時代は自分のバント失敗で敗退した経験から、大学でも練習してきたバントは得意。
黒田（くろだ）
2年生。遊撃手。
東京（西東京大会ベスト32）出身。現役。金髪。
三軍だったが上記の理由で黒田とともに四軍に落とされる。
父親が池袋大学（4年秋のみベンチ登録で試合出場無し）出身で、父に憧れ池袋大学に進学した。
六月（むつき）
1年生。左翼手。
石川（石川大会準優勝）出身。
高校時代は栄村、梅林と同じく監督の思想から打撃練習しかやってこなかった。そのため3人とも守備は悪いが打撃は良い。
栄村（さかえむら）
1年生。中堅手。
群馬（群馬大会ベスト4）出身。
梅林（うめばやし）
1年生。右翼手。
静岡（静岡大会ベスト8）出身。
実は100メートル11秒8の俊足。
長沢（ながさわ）
1年生。遊撃手、投手。
神奈川、横浜暁高校（神奈川大会準優勝）出身。猿みたいな顔と長い手指が特徴。
三田大学の真踏は高校時代の先輩。系列校の三田大学には進めはなかったが、勉強はできたので池袋大学に進んだ。
本職は遊撃手。強肩で跳躍力がありすばしっこい。また5番手投手も務めており投球ができるが、高校時代は上の四人の投手（内二人は育成指名）が実力者だったので、公式戦で投げる機会はなかった。持ち球はカーブとツーシーム。
元は3軍だったが、3軍戦の後、総監督の一声で4軍に合流する。

#### 3軍
瀬口（せぐち）
3年生。一塁手。右投右打。
3軍のリーダー。1軍戦では主審を務める。髪で目が隠れている。
大貫（おおぬき）
2年生。中堅手。右打。
「はい~」が口癖。
此乃木（このぎ）
2年生。左翼手。右打。
重野（しげの）
3年生。遊撃手。左打。
浅野（あさの）
3年生。右翼手。右打。
高崎（たかさき）
2年生。三塁手。右打。
岩越（いわこし）
2年生。二塁手。
望月（もちづき）
2年生。捕手。
花井（はない）
2年生。投手。
宮城(宮城大会ベスト8)出身。

#### 2軍
藤村（ふじむら）
3年生。遊撃手。右投右打。
そり立った金髪部分が特徴。
伊藤（いとう）
3年生。右翼手。右投右打。
頬骨が特徴。
4軍戦では9回2死で3軍にバットを向けるなど錯乱してしまいフライを上げ最後の打者となり、試合後は失神していた。
田中（たなか）
4年生。二塁手。右投左打。
顔の皺が特徴。
増田（ますだ）
4年生。中堅手。右投右打。
沿った半目が特徴。
声を荒げるなど乱雑と思える場面が多い。
根本（ねもと）
4年生。捕手。
白髮で大きい目が特徴。
同級生の須田の迫力に萎縮している。
岩崎（いわさき）
3年生。一塁手。右投右打。
細目。
4軍戦では顔に打球が当たり鼻血を出すもそのまま出場し、2軍に気合が入る一因になった。
麻丘（あさおか）
3年生。三塁手。右投右打。
センター分け。
1軍と2軍を行ったり来たりしている。
天地（あまち）
3年生。左翼手。右投右打。
糸目で口元が常に笑っている。
木之内（きのうち）
4年生。投手。右投右打。
赤髪で右半分が隠れている。
愛知の公立校（愛知大会ベスト4）出身。
威力ある直球とスイーパーが武器。

#### 1軍
須田（すだ）
野球部主将。4年生。捕手。
広島、広庄高校（甲子園優勝）出身。特待生。
ライオンのようなタテガミと眉毛、ヒゲが特徴。
甲子園では打率5割を残しカープに指名されたが、幼少から生粋の巨人ファンだっため指名拒否して池袋大学に進学。1年から結果を出していたか寮を脱走し女とのトラブルが原因でベンチを外され、2年はベンチ外、3年はベンチ要員、4年で打率250、ホームラン1本と目立った結果を残せずにいる。大学で野球を辞め、監督の勧めで大手キー局の関東TVに就職する予定。自分の事を元エリートど自傷している。
選手としては四番を任される強打者。
村宗（むらまさ）
4年生。二塁手。
太眉。
和歌山、箕辺高校（甲子園ベスト8）出身。特待生。チーム一の俊足。
鈴鹿（すずか）
4年生。右翼手。
長身で長髪。口数が少ない。
福岡、筑郷高校（甲子園ベスト4）出身。特待生。
引っ張り屋でインコース打ちが得意。
加納（かのう）
4年生。三塁手。
タラコ唇の強面。よく冷や汗をかく。
大阪、下之宮高校出身。特待生。
宇条（うじょう）
4年生。遊撃手。
三白眼。
京都、宇治茶高校（甲子園1回戦敗退）出身。
指定校推薦だが特待生を押しのけて2年春から試合に出た実力者。
三次会の後連れ出すなど気になっていたチアがいたが、現在は高田馬場大の二宮の彼女になった。
脇谷（わきや）
4年生。左翼手。
石川、敦賀星林高校出身。
高校時代チアリーダーと付き合っていたが進学後にすれ違い駒村大に進んだ彼女と別れ、彼女は駒村大ドラフト2位で、ロッテのローテに入った相葉の元に収まった。
五十村（いそむら）
4年生。中堅手。
小柄。
長谷川（はせがわ）
4年生。一塁手。
両目にある目の下の2つホクロが特徴。
並木（なみき）
4年生。投手。
肌黒。
兵庫、関西城東高校出身。特待生。
永川（ながかわ）
1年生。投手。
大阪出身。特待生。
甲子園ベスト4でドラフト候補だった。打撃も甲子園プロに入った選手からホームランを打ったほどの実力者。1年生から1軍に入り試合にも出ている。

#### 首脳陣・コーチ
総監督
池袋大学の総監督。本名不明。
選手時代は一浪で栃木日光から進学。
総監督の一声で4軍は3軍と試合をすることになる。秩序を乱し何をするか分からないため、今監督からは苦手意識を持たれている。
今 克洋（こん かつひろ）
池袋大学の1軍監督。あだ名はコンスコン。
選手時代は一浪で飛騨高山から進学。総監督とは大学時代の監督と選手からの仲。今はオランウータン似だが昔はかなりのイケメンだった。
榊原 郁夫（さかきばら いくお）
主務。4年生。遊撃手、捕手、投手。
東京、池袋大学の附属校（東東京大会2回戦敗退）出身。
3代揃って池袋大学の主務という家系。野球のセンスはチーム1あるが家柄から主務を務めている。父と祖父が総監督と今1軍監督のときの同卒の主務で、2人とも郁夫には強気になれない。
玉川（たまがわ）
学生コーチ。元投手。

#### その他の学生
石崎 優衣（いしざき ゆい）
文学部1年生。墨田区押上在住。
荻島とは小学校時代同じチームだった。小学校6年の時にアメリカに渡ったため英語が得意。

### その他の登場人物
真踏（まとう）
三田大学2年生。3番打者。
神奈川、横浜暁（甲子園ベスト8）高校出身。
1年生から3番を打ち高打率の強打者。甲子園も3ホーマーを放ったが、大学ではまだホームランがない。
また荻島の元カノに手を出そうとするなど女癖が悪いらしく、遊ぶために大学に進んだとネットニュースにも挙げられるほど。
松坂 里紗(まつざか りさ)
三田大学1年。荻島の元カノ。
真踏とお茶をしていたのを荻島に目撃された。

## 制作背景
原作の森高夕次は取材を行った際に「大学の野球部は来る者拒まずで大量の人数になるから、下のレベルには色々なタイプの人がいる」という話を聞き、「4軍でも大学までやる人は、とんでもない野球好き」だと考えた。本作では「底辺感を出すため」に日常描写が描かれており、「このギャップ感を描きたかった」と話している。「漫画好きではない一般読者も楽しめる作品」として「エンターテインメントに徹する」ように描かれている。

## 作風・評価
文春オンラインで発表された「この野球マンガがすごい！ 2023」にて3位を獲得。大学野球は「対戦相手が5チームのリーグ戦」のため漫画にすることが困難で、「誰もうまくいっていないジャンル」である。しかし原作の森高夕次の過去の作品『ロクダイ』では6大学リーグを描いたが「不完全燃焼」で終了したものの、本作でも「また「都心6大学リーグ」を舞台にするところに、大学野球への並々ならぬ思い入れ」が伝わると評されている。森高が原作を務める作品では「女性キャラが微妙」だが、本作では末広光によって女性も野球も上手に描かれている。
ライターの向原康太は本作について、ひぐちアサの『おおきく振りかぶって』やなきぼくろの『バトルスタディーズ』、あだち充の『MIX』、みかわ絵子の『忘却バッテリー』などと同様、「「野球」をモチーフにしながらこれだけバリエーション豊かな作品が展開されていることに、野球漫画というジャンルの長い歴史と奥深さを感じる」と話している。
オカモトショウによると「面白いスポーツマンガが多い」と話した上で、本作も薦めている。

## 書誌情報
- 森高夕次（原作）・末広光（漫画）『4軍くん（仮）』 集英社〈ヤングジャンプコミックス〉、既刊10巻（2025年5月19日現在）
  1. 2023年1月19日発売[9]、ISBN 978-4-08-892560-8
  2. 2023年2月17日発売[10]、ISBN 978-4-08-892598-1
  3. 2023年6月19日発売[11]、ISBN 978-4-08-892719-0
  4. 2023年9月19日発売[12]、ISBN 978-4-08-892820-3
  5. 2024年1月18日発売[13]、ISBN 978-4-08-893072-5
  6. 2024年5月18日発売[14]、ISBN 978-4-08-893233-0
  7. 2024年8月19日発売[15]、ISBN 978-4-08-893353-5
  8. 2024年11月19日発売[16]、ISBN 978-4-08-893437-2
  9. 2025年2月18日発売[17]、ISBN 978-4-08-893582-9
  10. 2025年5月19日発売[18]、ISBN 978-4-08-893662-8